# 캘리포니아의 다섯 부부
《캘리포니아의 다섯 부부》(영어: California Suite)는 미국에서 제작된 허버트 로스 감독의 1978년 앤솔러지 코미디 드라마 영화이다. 앨런 알다 등이 출연하였고, 레이 스타크 등이 제작에 참여하였다.

## 출연진
- 앨런 알다
- 마이클 케인
- 빌 코즈비
- 제인 폰다
- 월터 매사우
- 일레인 메이
- 리처드 프라이어
- 매기 스미스
- 허브 에덜먼
- 실라 프레이저
- 데니즈 게일릭
- 크리스토퍼 페넉
- 데이나 플레이토
- 제임스 코번 (크레디트 미기재)
- 리처드 버턴 (크레디트 미기재)

## 기타 제작진
- 협력 제작: 로널드 L. 슈워리
- 배역: 제니퍼 셜
- 미술: 앨버트 브레너
- 의상: 퍼트리샤 노리스, 앤 로스